# Toldi Miklós (nemes)

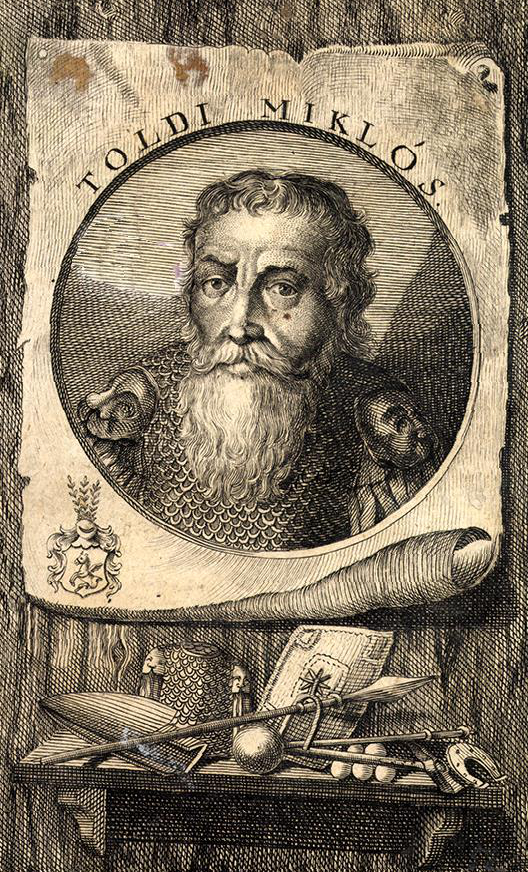
Toldi Miklós illusztráció 1800-ból

Toldi Miklós (1320 körül – 1390. november 22.) bihari birtokos nemes, alakját mint legendásan erős vitéz emberét őrizte meg a néphagyomány.

## Élete
Személyét sokáig fiktívnek tartották, mivel életéről kevés adat maradt fent. Oklevelekből kimutatták, hogy Toldi György és Toldi Miklós valóban élt I. Károly és I. Lajos korában. Amit biztosan lehet tudni, hogy tanult ember volt, minden valószínűség szerint elsajátította a latin nyelvet is, s ezt a tudását Itáliában is kamatoztatta. Bizonyára családi kapcsolatai révén került Meggyesi Móric pozsonyi ispán mellé, és Pozsony vármegyében már várnagyságig és alispánságig vitte 1354-ben. Minthogy Meggyesi részt vett Nagy Lajos király 1351–52-es nápolyi hadjáratában, feltételezhetjük, hogy bandériumában ott volt Toldi is.
Rövid ideig maradt csak az ispán mellett, hamarosan a leghatalmasabb egyházi méltóság, Vásári Miklós esztergomi érsek familiárisa lett. Szolgálata itt már kifejezetten katonai jellegű volt; s mint az érsek vazallusa, szinte állandóan a király környezetében tartózkodott. 1359-ben ura megbízásából Firenzéből két oroszlánkölyköt kellett elhoznia.
Még éveket szolgált Itáliában és részt vett a különböző városok, államok és nemesek egymás között zajló harcaiban. Magyar zsoldosokat vezetett, melyek társultak más nemzetiségű, itáliai, angol, spanyol, német, vagy francia zsoldosokkal, ún. kompániákkal.
1366-tól ismét a királyi udvartartás tagja, s itt is kitűnhetett, mert egymás után kapta a magas tisztségeket. A király vazallusa, így feudális famíliájának tagja lett, s tartósan Nagy Lajos környezetében tartózkodott. 1366-ban Gömör, 1372-ben Heves vármegyében, három évvel később Biharban, 1383-ban pedig Szabolcs vármegyében ispán.

## Emlékezete
Legkorábbi és legrészletesebb forrása Ilosvai Selymes Péter széphistóriája: Az híres nevezetes Toldi Miklósnak jeles cselekedeteiről és bajnokosodásáról való história (Debrecen, 1574).
A néphagyományban Toldi Miklós alakja Nógrád és Bihar vármegyében maradt fenn legtovább, hangsúlyozzák hatalmas testi erejét, de életét Mátyás király korába helyezik.
A Toldi Miklósról szóló legismertebb alkotás Arany János Toldi-trilógiája (Toldi, Toldi szerelme, Toldi estéje). Megírásában az is motiválta a költőt, hogy a szülővárosában, Nagyszalontán álló Csonkatorony a hagyomány szerint a Toldi családé volt.
Fadrusz János szobrászművész 1903-ban készítette el Toldi Miklós a farkasokkal című szobrát.